# Ночной свет (фильм)
«Ночной свет», другое название — «Вид террора» (англ. Nightlight) — американский триллер режиссёра Луиса Беланже 2003 года о вуайеристе, преследующем молодую женщину.
Главную роль исполнила звезда сериалов «Беверли-Хиллз, 90210» и «Зачарованные» Шеннен Доэрти.

## Сюжет
Молодая красивая женщина по имени Селеста довольна жизнью. У неё есть успешная карьера, ухажёр, роскошная квартира. Но однажды она становится жертвой телефонного звонка, за которым следуют новые угрожающие звонки и письма. А потом Селеста находит в своей кровати нижнее женское бельё, и эти розыгрыши уже не кажутся просто шуткой. Она с ужасом понимает, что кто-то проник в её квартиру, так легко, что она ничего не заметила.
Она прибегает к камерам наблюдения, но плёнка ничего интересного не выдала — никаких подозрительных личностей или вещей. Поэтому на помощь службы безопасности рассчитывать не приходится.
Вынужденная играть в игру преступника, скрывающего своё лицо, Селеста обещает приложить все силы, чтобы рано или поздно встретиться с ним и поймать, наконец. Но он намного ближе, чем она думает…

## В ролях
| Актёр           | Роль              |
| --------------- | ----------------- |
| Шеннен Доэрти   | Селеста Тиммерман |
| Майкл Франкер   | Брент             |
| Джейн Хайтмейер | Таша Кингсли      |
| Син Таккер      | Деррек            |
| Чарльз Пауэлл   | Дэвид Якобсон     |
| Витторио Росси  | Гленн             |

## Интересные факты
- В основу картины лёг одноименный рассказ Роберта Джейнса, подхваченный Грегори Гуделлом, и вместе превращённый в сценарий.
- Слоган фильма — «She took the apartment for the view. But a window has a view from both sides» — можно перевести как «Из её апартаментов прекрасный вид из окна. Но окно имеет вид с обеих сторон».
- Бюджет картины составил $ 500 тысяч.
- Исполнительнице главной роли Шеннен Доэрти не впервой играть схожие роли — в её послужном списке немало триллеров и мелодрам.
- Съёмки проходили в Канаде — Монреаль (провинция Квебек), с 28 мая по 29 июня 2003 года.

## Мировой релиз
- США — 20 февраля 2003 года
- Испания — 9 апреля 2005 года
- Нидерланды — 5 августа 2005 года